# Hans Bischoff (entomoloog)
Hans Carl Otto Bischoff (Berlijn, 30 november 1889 - Berlijn, 18 maart 1960) was een Duits entomoloog, gespecialiseerd in vliesvleugeligen (Hymenoptera). Zijn belangrijkste bijdrage op het vlak van de taxonomie was de omvangrijk monografie over de Mutillidae van Afrika. Hij schreef ook een uitgebreid leerboek over de biologie van de vliesvleugeligen.
Bischoff was werkzaam aan het Zoologisch Museum van de universiteit van Berlijn, waar hij de talrijke specimen onderzocht die uit Duits-Oost-Afrika afkomstig waren, toen hij in 1914 werd opgeroepen door het Duitse leger in de Eerste Wereldoorlog. Na de oorlog was hij curator (Kustos) van de Hymenoptera en Neuropterida aan het Berlijnse museum van 1921 tot 1955.
Tijdens de Tweede Wereldoorlog kreeg hij in 1942 van Heinrich Himmler, zelf een amateur-entomoloog, het bevel de verzameling mieren van Erich Wasmann die gedoneerd was aan het natuurhistorisch museum van Maastricht, naar Duitsland te halen. Ze was echter door het museumpersoneel verstopt en Bischoff moest de volgende lente terugkomen met een detachement SS-troepen om de verzameling alsnog naar Berlijn te halen. De verzameling overleefde de oorlog en keerde later terug naar Maastricht.

## Enkele werken
- "Monografie der Mutilliden Afrikas" (1e deel). Archiv für Naturgeschichte, 1920
- Biologie der Hymenopteren. Eine Naturgeschichte der Hautflügler. Berlijn, 1927. DOI:10.1007/978-3-642-50845-5